# کریستین دلفی

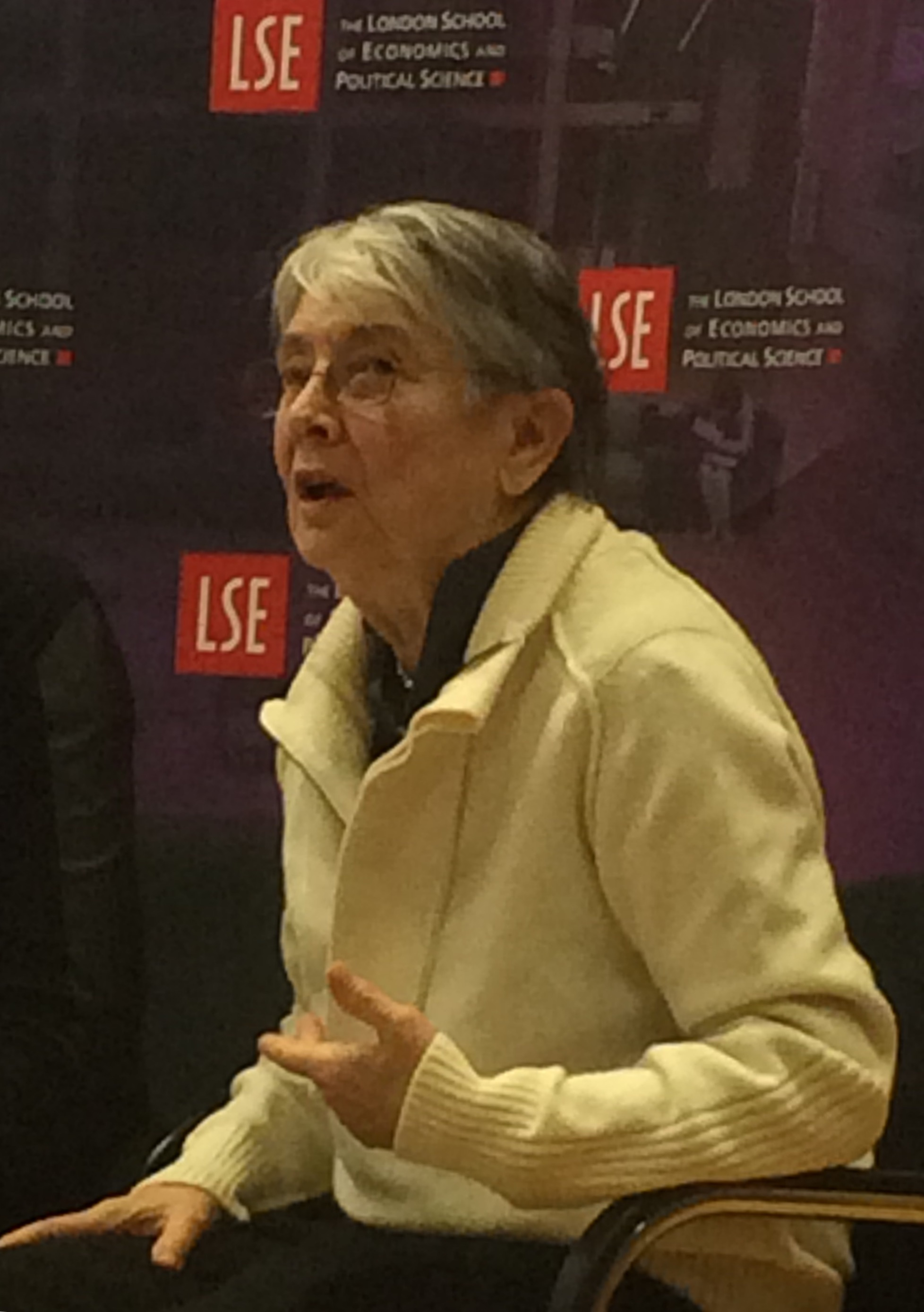
نگارهٔ کریستین دلفی، نویسنده فمینیست - ۲۰۱۶

کریستین دلفی (به فرانسوی: Christine Delphy) (زاده ۱۹۴۱) نویسنده فمینیست فرانسوی و از بنیان‌گذاران نشریه Nouvelles questions féministes در ۱۹۷۷ بود.